# Beatrix de Rijk

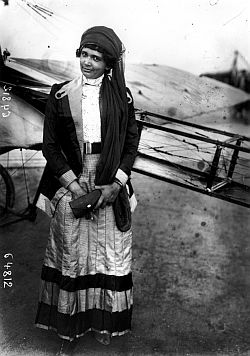
Beatrix de Rijk (1910er Jahre)

Beatrice Catharina „Beatrix“ de Rijk (* 25. Juni 1883 in Surabaya, Niederländisch-Indien; † 18. Januar 1958 in Den Haag) war eine niederländische Luftfahrtpionierin. Sie war die erste Niederländerin, die einen Pilotenschein erwarb.

## Biographie

### Herkunft und Familie
Beatrix de Rijk war eine Tochter der Javanerin Henriette Josephina van den Dungen (1850–1919) und von deren niederländischem Ehemann Augustinus Wilhelmus de Rijk (1838–1905), einem Bankier. Sie hatte einen älteren Bruder und eine jüngere Schwester. Die Familie war wohlhabend; ihr gehörten etwa Anteile an der Zuckerfabrik Klampok (⊙) im Osten von Banjoemas. Die Tochter konnte reiten, Rad fahren und Tennis spielen; auf der Radrennbahn und der Rollschuhbahn in Surabaya gewann sie mehrere Preise.
Am 3. April 1902 heiratete de Rijk gegen den Willen ihrer Eltern in Surabaya den zwölf Jahre älteres Herman Christiaan Johan Smeets (1871–?), einen Oberleutnant des Koninklijk Nederlandsch-Indisch Leger (KNIL). 1903 wurde Sohn Jan geboren, und 1905 wurde die Ehe geschieden. In zweiter Ehe heiratete de Rijk im niederländischen Wassenaar den Automobilingenieur und Pflanzer Johannes Hendrikus van Staveren (1901–1970). Diese Ehe wurde 1934 geschieden.

### Leidenschaft für Schnelligkeit
Nachdem ihr Vater im Oktober 1905 nach langer Krankheit gestorben war, reist Beatrix de Rijk mit ihrer Mutter in die Niederlande; ihr zweijähriger Sohn blieb vermutlich bei seinem Vater. In den Niederlanden frönte sie ihren Passionen, der Schnelligkeit und der Gefahr, und fuhr ein Adler-Automobil sowie ein NSU-Motorrad. Nach Unstimmigkeiten mit ihrer Mutter zog sie nach Paris, wo sie als Mannequin für das Modehaus Worth arbeitete. Sie besuchte regelmäßig die Pferderennbahn in Auteuil, und sie schloss sich dem von Marie Surcouf gegründeten exklusiven Damenballonclub La Stella an, der damals 350 Mitglieder hatte. Sie lernte Ballonfahren und nahm an Wettfahrten teil. Da ihr das aber nicht schnell genug war, wollte sie das Fliegen lernen, aber die Flugschulen nahmen keine Frauen auf. Schließlich gelang es ihr, bei den damals berühmten französischen Flugzeugbauern René und Marcel Hanriot Unterricht zu erhalten. Am 8. September 1911 absolvierte sie in der Flugschule von Hanriot in Bétheny (Marne) erfolgreich den Prüfungsflug für ihre Lizenz, die sie am 6. Oktober 1911 unter der Nummer 652 vom Aéro-Club de France erhielt. Damit war sie die sechste Frau in der Welt mit Fluglizenz, und die erste aus den Niederlanden.
Beatrix de Rijk trat zunächst in die Dienste der Firma Hanriot, und Marcel Hanriot lobte sie: „Sie machte auf mich einen entschlosseneren Eindruck als manche meiner männlichen Schüler und hatte bald die technische Seite des Geschäfts im Griff.“ Sie wurde bekannt, und Pariser Modehäuser baten sie, vor allem ihre Kleidung zu tragen; selbst Parfüms wurden nach ihr benannt. Mit Geld aus ihrem Erbe kaufte sich Beatrix de Rijk einen eigenen Eindecker, genannt Libellule, dessen Motor ihr von der Firma Clerget geschenkt wurde. Sie plante, in verschiedenen Ländern Flugvorführungen durchzuführen. Die Sumatra Post berichtete am 11. Mai 1912, dass die Menschen in Surabaya einen Fonds einrichten wollten, damit de Rijk dort Vorführungen machen konnte. Das Vorhaben kam jedoch nicht zur Ausführung, und de Rijk blieb in Frankreich. Weil sie Ausländerin war, musste sie aber 1914 wegen des Ersten Weltkriegs Frankreich verlassen, obwohl sie ihre Dienste als Pilotin angeboten hatte. Sie musste ihr Flugzeug zurücklassen und in die Niederlande zurückkehren; auch dort waren ihre Dienste als Flugzeugführerin nicht gefragt, zumal das Land über lediglich vier Flugzeuge verfügte.
Vermutlich in Den Haag lernte Beatrix de Rijk den 18-jährigen Johannes Hendrikus (Jan) van Staveren (1901–1970) kennen, der, wie sie, Wurzeln in Niederländisch-Indien hatte. Im Jahr 1921 heirateten sie in Wassenaar. Am 28. Juni 1921 nahmen die Eheleute an der Geschwindigkeitsfahrt Paris–Den Haag teil. Mit einem vierzylindrigen Pic-Pic benötigten sie 12 Stunden und 12 Minuten und blieben damit weit hinter der Vorgabe zurück: Sie verirrten sich mehrmals und mussten in Soissons warten, bis die französische Armee einen Vorrat an überschüssiger Munition gesprengt hatte.

### Nach dem Zweiten Weltkrieg
Im Mai 1922 zog das Ehepaar Van Staveren-de Rijk nach Surabaya, kehrte aber nach vier Monaten in die Niederlande zurück. Sie ließen sich in Blaricum nieder. Im November 1923 wurde Beatrix de Rijk für insolvent erklärt. 1926 fand Jan van Staveren eine Anstellung auf Sumatra. Gemeinsam mit Jan, dem Sohn von Beatrix, zogen sie nach Alur Gading, wo sie Zuckerrohr anbauten. 1932 ging auch Jan van Staveren in Konkurs; die Familie zog erneut nach Wassenaar, und zwei Jahre später zerbrach die Ehe. Ende 1935 wollte Beatrix de Rijk nach Abessinien reisen, um als Pilotin gegen die Italiener zu kämpfen, aber auch dieser Plan misslang. Sie war inzwischen gänzlich verarmt, da sie den Rest ihres Vermögens durch den Indonesischen Unabhängigkeitskrieg verloren hatte. Ihr Sohn Jan kam 1934 in einem japanischen Internierungslager ums Leben. Ihr erster Mann war in Aceh verschollen.
Nach dem Krieg arbeitete Beatrix de Rijk als Tellerwäscherin im Palace Hotel in Scheveningen sowie als Putzfrau. An der Wand ihres Zimmers hatte sie den Spruch „Lächeln und vergessen“ aufgehängt, wie ein Journalist von De Telegraaf berichtete. 1948 wurde sie gemeinsam mit weiteren Luftfahrtpionieren auf dem Militärflugplatz Soesterberg und am 6. Oktober 1951 für das 40-jährige Jubiläum ihres Pilotenscheins geehrt. Zu dieser Zeit notierte sie auf zwei Seiten in Schreibmaschinenschrift ihre Herinneringen van de eerste Nederlandse vliegster, auf denen sie davon erzählte, die erste Niederländerin mit Pilotenschein zu sein, eine „Fliegerin“, die sich nun in ihrem kleinen Zimmer wie ein „Vogel im Käfig“ fühle. 1952 organisierte die Koninklijke Nederlandse Vereniging voor Luchtvaart eine Hilfsaktion für sie, um ihre kleine Rente aufzustocken.
Beatrix de Rijk starb am 18. Januar 1958 nach langer Krankheit im Alter von 74 Jahren im Zeehospitium in Kijkduin, einem Stadtteil von Den Haag.